# Смирнов Микита Анатолійович
Микита Анатолійович Смирнов (рос. Никита Анатольевич Смирнов; 26 червня 1987, Омськ, СРСР) — російський хокеїст, нападник. Виступає за «Сокіл» (Київ) у Професіональній хокейній лізі. 
Вихованець хокейної школи «Авангард» (Омськ). Виступав за «Авангард» (Омськ), «Казахмис» (Сатпаєв), «Сариарка» (Караганда). 

### Досягнення
- Чемпіон Казахстану (2010).